# Auchmithie
Auchmithie är en ort i Storbritannien.   Den ligger i kommunen Angus och riksdelen Skottland, i den norra delen av landet, 600 km norr om huvudstaden London. Auchmithie ligger 40 meter över havet och antalet invånare är 183.
Terrängen runt Auchmithie är platt. Havet är nära Auchmithie åt sydost.  Närmaste större samhälle är Arbroath, 5,0 km sydväst om Auchmithie. 